# Gabriel Curuchet
Gabriel Ovidio Curuchet (ur. 24 czerwca 1963 w Mar del Plata) – argentyński kolarz torowy i szosowy, trzykrotny medalista mistrzostw świata.

## Kariera
Pierwszy sukces w karierze Gabriel Curuchet osiągnął w 1983 roku, kiedy na igrzyskach panamerykańskich w Caracas zdobył brązowy medal w indywidualnym wyścigu na dochodzenie. Rok później wystąpił na igrzyskach olimpijskich w Los Angeles, gdzie był trzynasty indywidualnie i dziewiąty drużynowo. W 1985 roku został mistrzem kraju w szosowym wyścigu ze startu wspólnego, a na igrzyskach panamerykańskich w Indianapolis w 1987 roku zwyciężył w indywidualnym wyścigu na dochodzenie. Na igrzyskach w Seulu w 1988 roku zajął siedemnaste miejsce drużynowo, a indywidualnie odpadł w eliminacjach. W 1995 roku, podczas mistrzostw świata w Bogocie wspólnie ze swym bratem Juanem Curuchetem zdobył srebrny medal w madisonie. Na igrzyskach olimpijskich w Atlancie w 1996 roku w drużynowym wyścigu na dochodzenie był czternasty, jednak już rok później, podczas mistrzostw świata w Perth razem z bratem zdobył brąz w madisonie. Wynik ten bracia powtórzyli na mistrzostwach świata w Antwerpii w 2001 roku. Ponadto Gabriel startował również na igrzyskach olimpijskich w Sydney w 2000 roku, kończąc rywalizację w madisonie na siódmej pozycji.